# Гастоне Бальді
Гастоне Бальді (італ. Gastone Baldi, нар. 14 травня 1901, Болонья — пом. 18 червня 1971, Болонья) — італійський футболіст, що грав на позиції опорний півзахисника. По завершенні ігрової кар'єри — футбольний тренер.
Виступав, зокрема, за клуб «Болонья», а також національну збірну Італії.

## Клубна кар'єра
Народився 14 травня 1901 року в місті Болонья. Вихованець футбольної школи клубу «Болонья».
У дорослому футболі дебютував 1919 року виступами за «Болоньєзе», в якій провів один сезон.
1920 року повернувся до рідної «Болоньї», за який відіграв 13 сезонів. Більшість часу, проведеного у складі «Болоньї», був основним гравцем команди. За цей час двічі виборював титул чемпіона Італії, а також став переможцем Кубка Мітропи. Завершив професійну кар'єру футболіста виступами за команду «Болонья» у 1933 році.

## Виступи за збірну
3 грудня 1922 року дебютував в офіційних іграх у складі національної збірної Італії в товариському матчі проти збірної Швейцарії (2:2).
У складі збірної був учасником футбольного турніру на Олімпійських іграх 1924 року у Парижі, на якому зіграв в одному матчі проти збірної Люксембургу (2:0).
18 березня 1925 року провів у формі головної команди країни 3 матч проти збірної Угорщини (1:2), який став для нього останнім.

## Кар'єра тренера
По завершенні ігрової кар'єри розпочав тренерську кар'єру увійшовши до тренерського штабу клубу «Болонья» та працював з юнацькою командою. Досвід тренерської роботи обмежився цим клубом.
Помер 18 червня 1971 року на 71-му році життя у місті Болонья.
| Дата       | Місто   | Господарі  | Результат | Гості     | Турнір           | Голи | Примітки |
| ---------- | ------- | ---------- | --------- | --------- | ---------------- | ---- | -------- |
| 03/12/1922 | Болонья | Італія     | 2 – 2     | Швейцарія | товариський матч | -    |          |
| 29/05/1924 | Париж   | Люксембург | 0 – 2     | Італія    | ОІ 1924          | -    |          |
| 18/01/1925 | Мілан   | Італія     | 1 – 2     | Угорщина  | товариський матч | -    |          |
| Усього     |         | Матчів     | 3         |           | Голів            | 0    |          |

### Статистика виступів у кубку Мітропи
| №                      | Розіграш               | Стадія                 | Дата та місце проведення | Команда 1              | Рахунок                                            | Команда 2      | Голи та інші дії |
| ---------------------- | ---------------------- | ---------------------- | ------------------------ | ---------------------- | -------------------------------------------------- | -------------- | ---------------- |
| 1                      | 1932                   | 1/4                    | 10.06.1932, Болонья      | Болонья                | 5:0                                                | Спарта (Прага) | 68'              |
| 2                      | 1932                   | 1/2                    | 10.07.1932, Болонья      | Болонья                | 2:0 [Архівовано 25 лютого 2021 у Wayback Machine.] | Ферст Вієнна   |                  |
| 3                      | 1932                   | 1/2                    | 17.07.1932, Відень       | Ферст Вієнна           | 1:0 [Архівовано 25 лютого 2021 у Wayback Machine.] | Болонья        |                  |
| Всього у кубку Мітропи | Всього у кубку Мітропи | Всього у кубку Мітропи | Всього у кубку Мітропи   | Всього у кубку Мітропи | 3                                                  |                | 1                |

## Титули і досягнення
- Чемпіон Італії (2):

«Болонья»: 1924–25, 1928–29
- Володар Кубка Мітропи (1):

«Болонья»: 1932